# You Want It Darker
You Want It Darker — чотирнадцятий студійний альбом канадського автора та виконавця Леонарда Коена, представлений 26 жовтня 2016 року на лейблі Columbia.
Альбом дебютував на першій позиції у Канаді, четвертій — у британському чарті UK Albums Chart, десятій — в американському Billboard 200 і отримав загальне схвалення від музичних критиків.
Коен помер через три тижні після випуску You Want It Darker.

## Про альбом
У зв'язку із станом здоров'я Коена запис альбому відбувався у вітальні його будинку у Лос-Анджелесі. Музикант заявив, що його стан допомагає йому не відволікатись від роботи:
|  | У певному розумінні, це скрутне становище наповнене набагато меншою кількістю відволікаючих факторів ніж будь коли у моєму житті та допомагає мені працювати із дещо більшою концентрацією та безперервністю ніж у той час, коли у мене були обов'язки заробляти на життя, бути чоловіком, бути батьком. Оригінальний текст (англ.) In a certain sense, this particular predicament is filled with many fewer distractions than other times in my life and actually enables me to work with a little more concentration and continuity than when I had duties of making a living, being a husband, being a father |

Альбом отримав позитивні відгуки від музичних критиків на інтернет-видань. На Metacritic у платівки 92 бали із 100 на основі 25 оглядів, що свідчить про загальне одобрення.
На вечірці з нагоди випуску альбому, яка проходила у Лос-Анджелесі, Коен сказав:
|  | Недавно я заявив, що готовий померти. Я дещо перебільшив. Завжди надто драматизую ситуацію. Насправді я збираюсь жити вічно. Оригінальний текст (англ.) I said I was ready to die recently. I think I was exaggerating. One is given to self-dramatization from time to time. I intend to live forever. |

## Список композицій
| #     | Назва                        | Автор слів   | Автор музики               | Продюсер     | Тривалість |
| ----- | ---------------------------- | ------------ | -------------------------- | ------------ | ---------- |
| 1.    | «You Want It Darker»         | Леонард Коен | Патрік Леонард             | Адам Коен    | 4:44       |
| 2.    | «Treaty»                     | Леонард Коен | Леонард Коен               | Леонард Коен | 4:02       |
| 3.    | «On the Level»               | Леонард Коен | Шерон Робінсон             | Адам Коен    | 3:27       |
| 4.    | «Leaving the Table»          | Леонард Коен | Леонард Коен               | Адам Коен    | 3:47       |
| 5.    | «If I Didn't Have Your Love» | Леонард Коен | Патрік Леонард             | Леонард Коен | 3:35       |
| 6.    | «Traveling Light»            | Леонард Коен | Адам Коен і Патрік Леонард | Адам Коен    | 4:22       |
| 7.    | «It Seemed the Better Way»   | Леонард Коен | Патрік Леонард             | Адам Коен    | 4:21       |
| 8.    | «Steer Your Way»             | Леонард Коен | Леонард Коен               | Адам Коен    | 4:23       |
| 9.    | «String Reprise / Treaty»    | Леонард Коен | Леонард Коен               | Леонард Коен | 3:26       |
| 36:09 |                              |              |                            |              |            |

## Чарти
| Чарт (2016)                                          | Найвища позиція |
| ---------------------------------------------------- | --------------- |
| Австралія Australian Albums (ARIA)                   | 2               |
| Австрія Austrian Albums (Ö3 Austria)                 | 1               |
| Бельгія Belgian Albums (Ultratop Flanders)           | 1               |
| Бельгія Belgian Albums (Ultratop Wallonia)           | 1               |
| Канада Canadian Albums (Billboard)                   | 1               |
| Чехія Czech Albums (ČNS IFPI)                        | 1               |
| Данія Danish Albums (Hitlisten)                      | 1               |
| Нідерланди Dutch Albums (MegaCharts)                 | 1               |
| Фінляндія Finnish Albums (Suomen virallinen lista)   | 7               |
| Франція French Albums (SNEP)                         | 3               |
| Німеччина German Albums (Offizielle Top 100)         | 2               |
| Greek Albums (IFPI Greece)                           | 12              |
| Угорщина Hungarian Albums (MAHASZ)                   | 5               |
| Ірландія Irish Albums (IRMA)                         | 1               |
| Італія Italian Albums (FIMI)                         | 8               |
| Японія Japanese Albums (Oricon)                      | 242             |
| Південна Корея Korean Albums (GAON)                  | 87              |
| Південна Корея Korean International Albums (GAON)    | 12              |
| Нова Зеландія New Zealand Albums (Recorded Music NZ) | 1               |
| Норвегія Norwegian Albums (VG-lista)                 | 1               |
| Польща Polish Albums (ZPAV)                          | 1               |
| Португалія Portuguese Albums (AFP)                   | 1               |
| Шотландія Scottish Albums (OCC)                      | 4               |
| Spanish Albums (PROMUSICAE)                          | 3               |
| Швеція Swedish Albums (Sverigetopplistan)            | 1               |
| Швейцарія Swiss Albums (Schweizer Hitparade)         | 2               |
| Taiwanese Albums (Five Music)                        | 14              |
| Велика Британія UK Albums (OCC)                      | 4               |
| США Billboard 200                                    | 7               |
| США Top Rock Albums (Billboard)                      | 1               |

| Чарт (2016)                        | Позиція |
| ---------------------------------- | ------- |
| Australian Albums (ARIA)           | 42      |
| Austrian Albums (Ö3 Austria)       | 7       |
| Belgian Albums (Ultratop Flanders) | 4       |
| Belgian Albums (Ultratop Wallonia) | 26      |
| Danish Albums (Hitlisten)          | 37      |
| Dutch Albums (MegaCharts)          | 9       |
| French Albums (SNEP)               | 46      |
| German Albums (Offizielle Top 100) | 22      |
| Icelandic Albums (Plötutíóindi)    | 35      |
| Italian Albums (FIMI)              | 88      |
| New Zealand Albums (RMNZ)          | 20      |
| Polish Albums (ZPAV)               | 5       |
| Spanish Albums (PROMUSICAE)        | 29      |
| Swedish Albums (Sverigetopplistan) | 30      |
| Swiss Albums (Schweizer Hitparade) | 9       |
| UK Albums (OCC)                    | 53      |
| US Top Rock Albums (Billboard)     | 75      |
| Чарт (2017)                        | Позиція |
| Belgian Albums (Ultratop Flanders) | 16      |
| Belgian Albums (Ultratop Wallonia) | 86      |
| Canadian Albums (Billboard)        | 17      |
| Dutch Albums (MegaCharts)          | 60      |
| Spanish Albums (PROMUSICAE)        | 69      |
| Swiss Albums (Schweizer Hitparade) | 34      |
| US Top Rock Albums (Billboard)     | 44      |
| Чарт (2019)                        | Позиція |
| Belgian Albums (Ultratop Flanders) | 151     |

## Сертифікації
| Регіон | Сертифікація  | Продажі |
| --- | ------------- | ------- |
| Австралія (ARIA) | Золотий       | 35 000^ |
| Австрія (IFPI Austria) | Платиновий    | 15 000* |
| Бельгія (BEA) | Платиновий    | 30 000* |
| Канада (Music Canada) | Платиновий    | 80 000  |
| Данія (IFPI Denmark) | Платиновий    | 20 000  |
| Франція (SNEP) | Платиновий    | 100 000 |
| Німеччина (BVMI) | Золотий       | 100 000 |
| Нова Зеландія (RIANZ) | Золотий       | 7500    |
| Польща (ZPAV) | 3× Платиновий | 60 000  |
| Іспанія (PROMUSICAE) | Золотий       | 20 000  |
| Швеція (IFPI Sweden) | Золотий       | 20 000  |
| Швейцарія (IFPI Switzerland) | Платиновий    | 20 000^ |
| Велика Британія (BPI) | Золотий       | 153,460 |
| *продажі, що базуються лише на сертифікаціях · ^відвантаження, що базуються лише на сертифікаціях · продажі+прослуховування, що базуються лише на сертифікаціях |               |         |